# Frenciugi, Iași
Frenciugi este un sat în comuna Drăgușeni din județul Iași, Moldova, România.

## Istorie
La sfârșitul secolului XVIII, satul Frenciugi, ca și Drăgușeni, erau pe moșiile marelui vornic al Țării de Sus Iordache Râșcanu.
Anuarul Socec din 1925 consemnează satul Frenciugi ca fiind în plasa Negrești a județului Iași.